# توپ‌آغاج (باروق)
توپ‌آغاج، روستایی در دهستان آجرلوی شرقی بخش نختالو شهرستان باروق در استان آذربایجان غربی ایران است.

## جمعیت
بر پایه سرشماری عمومی نفوس و مسکن در سال ۱۳۹۵، جمعیت این روستا برابر با ۲۳ نفر (۵ خانوار) بوده است.